# Jacek Yerka
Jacek Yerka (n. 1952) este un pictor polonez din Toruń ale cărui picturi au legătură cu suprarealismul și cu realismul magic.

## Începutul vieții
Jacek Yerka s-a născut în Toruń, Polonia, în 1952. El a fost născut într-o familie de artiști, ambii săi părinți fiind absolvenți ai unei academii locale de Artă Plastică. Primele sale amintiri sunt legate de vopsele, cerneluri, hârtie, cauciuc și perii. Când era copil a învățat să picteze și să facă sculpturi. El ura să se joace afără preferând să stea jos cu un creion, creând și explorând lumea lui. Această diferență între el și ceilalți copii din școală primară i-a creat probleme sociale cu colegii săi, iar Yerka descrie viața lui din școala primară ca fiind „uneori o realitate teribilă gri”. Cu toate acestea, Yerka, mai târziu a devenit „de neatins”, în liceul său, datorită schițele sale inteligente ale celor mai de temut bătăuși ai școlii.

## Viața în Academie
Yerka nu a vrut niciodată să fie artist dorind să se facă astronom sau medic. Cu toate acestea, cu un an înainte de examenul de final, el a decis pentru prima dată să încerce să lucreze cu vopsea, care a condus la decizia sa de a studia arta si design grafic în schimb. 
Yerka a absolvit de la Facultatea de Arte Plastice a Universității Nicolaus Copernic din Toruń.

## Premii
- Premiul World Fantasy [pentru cel mai bun] artist, 1995[4]